# Kraina Grzybów TV
Kraina Grzybów TV(Країна Грибів ТВ) — польський мистецький витвір, створений Віктором Стрибогом , який є інтернет-каналом на YouTube . Основним елементом Kraina Grzybów є онлайн-серіал під назвою Poradnik uśmiechu(Порадник усмішок) . Завдяки субтитрам на різних мовах, серед яких були англійська, німецька, російська та інші, програма набула популярності в багатьох країнах.

## Опис сюжету
«Poradnik uśmiechu» - це програма, яка не має одного строгого сюжету. В основу повісті покладено тему грибів і невизначеної титульної країни, в якій знаходиться головна героїня — дівчинка-підліток Агатка . У ньому проводиться уявна освітня програма під назвою «Poradnik uśmiechu» на вигаданому телеканалі Kraina Grzybów TV . Допомічниця Агатки — анімована білка, на ім'я Малгося, яка має альтер-его, на ім'я Тойфель (нім. "Teufel" (Диявол) .
Програму переривають вставки з анонімними для глядача висловлюваннями матері Агатки. Історію доньки та неможливість встановити з нею контакт вона пояснює незрозумілим для глядача фактом з минулого . Маленькі дівчатка з'являються тільки у деяких епізодах — Кароліна, Юстинка і Хатшепсут з Битома, і дорослий чоловік з псевдонімом «Джинсовик». Глядач має можливість дізнатися про сюжет за допомогою п'яти повноцінних епізодів і коротших, тематичних епізодів, розміщених на каналі.

## Характеристика
Серія «Порадник усмішок» з побічним контентом є прикладом роботи в галузі гаунтології , стилізованої під VHS-записи 1980-х або 1990-х років , в оформленні creepypasty . Епізоди оформлені як навчальне дитяче шоу , але має власний сюжет і персонажів. Перший епізод, пт. «Jak skutecznie jabłko(Як правильно яблуко)» був розміщений на YouTube 23 грудня 2013 року . Кожен епізод має на меті представити рішення певної проблеми, однак з часом обговорюються не пов’язані між собою питання. Важливим елементом знайомства з серіалом є той факт, що до прем'єри фінальних титрів, тобто до 9 квітня 2017 року, ні акторський склад, ні творча сторона серіалу не були відомі. Творець і актори протягом усього часу створення серіалу не були публічними особами .
Мова, яку використовують персонажі та автор у соціальних мережах, є незв’язною та хаотичною, а створене візуальне повідомлення разом з анімованими вставками є психоделічним, що має на меті ввести глядача в стан тривоги . Крім того, епізоди переповнені уривками з американських і радянських навчальних фільмів 1950-1970-х років на такі теми, як ядерний, кулінарний і медичний спосіб життя..
За 3,5 роки існування проєкту вийшло п'ять повних випусків програми «Poradnik uśmiechu» (не враховуючи побічних епізодів) , окрім третьої, окрема програма під назвою «Грибні мелодії», де представлена пісня Каролінки «Балада в ритмі джинс». Твір співав сам автор, але його голос був перероблений .
Третя частина Пораднику Усмішок була анонсована її творцем, однак вона не побачила світ, оскільки більша частина її дизайнерського матеріалу, з якого вона мала бути зроблена, була втрачена за загадковими обставинами .
Автор також опублікував кілька сторінок книги «W Krainie Grzybów(У Країні Грибів)» вигаданої письменниці Зофії Копитланкі , чиї цитати також фігурували в другому  та четвертому  епізодах «Пораднику Усмішок», але весь її зміст так і не вийшов на публіку..

### Smile Guide: The Apple Escape
Також існує безкоштовна комп’ютерна гра англійською мовою Smile Guide: The Apple Escape, випущена 24 серпня 2016 року на платформі itch.io, головною героїнею якої є Агатка . Він також має характерний гаунтологічний стиль.

### Реклама «Ноги удачі не в рахунок».
Віктор Стрибог у 2014 році, тобто під час проєкту, також взявся за створення реклами для магазину одягу Ви тут не стояли. Ролик, хоч і не має нічого спільного з «Порадником Усмішок», проте в стилі Країни Грибів. У кінці реклами також є підпис вигаданої телестудії Kraina Grzybów у Варшаві .